# Dragan Škrbić
Dragan Škrbić (Kula, Yugoslavia, 29 de septiembre de 1968) fue un balonmanista serbio nacionalizado español. Su último equipo fue el FC Barcelona, donde estuvo seis años, desde 2002 hasta su retirada en 2008.
En el año 2000 fue elegido por la Federación Internacional de Balonmano como el Mejor jugador del año.

## Carrera
El excapitán de la selección de balonmano de Serbia y Montenegro empezó a practicar este deporte a los 12 años, en el Club Balonmano Crvenka, en cuyos equipos inferiores estuvo durante 8 temporadas.
Posteriormente fichó por el Estrella Roja de Belgrado, donde jugó a lo largo de 5 campañas (1988-93). Su primera etapa en la Liga ASOBAL fue en el Atlético de Madrid (93-94), posteriormente pasó al BM Alzira Avidesa (94-95) y después al Ademar León (95-97). 
Después de esta etapa en la liga española, emigró a la Bundesliga, concretamente a las filas del VfL Hameln, donde apenas estuvo un año, pero le sirvió para ser escogido como el mejor jugador de la Liga esa temporada. En 1998 Skrbic fichó por el RK Celje esloveno, donde jugó durante dos temporadas (98-00), curiosamente, con el Celje alcanzó dos semifinales de la Champions, cayendo eliminadas en ambas por el Barça, y después volvió a Alemania, a las filas del Northorn (00-02). Dragan firmó contrato con el FC Barcelona en el verano del 2002. En el conjunto catalán encontró la estabilidad que no había tenido en ningún otro equipo y estuvo hasta el 2008, cuando anunció su retirada. En su etapa azulgrana cabe destacar una Liga de Campeones de la EHF que ganó ante el BM Ciudad Real en 2005 y dos Liga ASOBAL, aunque su último título que ganó fue la Copa del Rey en 2008, aunque no pudo jugar la final por una decisión arbitral, David Barrufet le cedió el honor de levantar el trofeo de campeón.

## Equipos
- RK Crvena Zvezda (1988-1993)
- Atlético de Madrid (1993-1994)
- BM Alzira Avidesa (1994-1995)
- Ademar León (1995-1997)
- VfL Hameln (1997-1998)
- RK Celje (1998-2000)
- HSG Nordhorn (2000-2002)
- FC Barcelona (2002-2008)

## Palmarés

### Fútbol Club Barcelona
- Liga de Campeones (2005)
- Liga ASOBAL (2003 y 2006)
- Copa del Rey (2004, 2007)
- Supercopa de Europa (2004)
- Supercopa de España (2004, 2007)
- Copa EHF (2003)

### RK Celje
- Liga de Eslovenia (1999 y 2000)
- Copa de Eslovenia (1999 y 2000)

### RK Crvena  Zvezda
- Liga Yugoslava (1991)

### Selección nacional

#### Campeonato del Mundo
- Medalla de bronce en el Campeonatos del Mundo de 1999
- Medalla de bronce en el Campeonatos del Mundo de 2001

#### Campeonato de Europa
- Medalla de bronce en el Campeonato de Europa de 1996

### Consideraciones personales
- Máximo goleador Liga ASOBAL (1): 1997
- Mejor jugador extranjero Liga ASOBAL (1): 1998
- Mejor jugador de la Bundesliga (1): 1998
- Elegido mejor pivote de los Juegos Olímpicos (1): 2000
- IHF Jugador del Año (1): 2000
- Mejor Pivote de la Liga ASOBAL (2): 2003 y 2004